# Органза
Органзата е фина, прозрачна тъкан, традиционно тъкана от копринени нишки, а в днешно време често и от полиестери и найлон. Най-луксозната органза е копринената. Известни с производството си на органза страни са Китай, Индия, Франция и Италия.
Ефирната органза е подходяща и предпочитана материя за сватбено, бално и вечерно облекло, а също и за пердета. Понякога органза се използва в бутиците за цветя при изработката на букети, както и от риболовците за изработката на изкуствени мухи за стръв.